# Макстей, Джимми
Джеймс Фре́дерик Максте́й (англ. James Frederick McStay; 12 сентября 1893, Ардроссан, Айршир — 31 декабря 1973, Порт-Глазго, Ренфрушир), более известный как Джи́мми Максте́й (англ. Jimmy McStay) — шотландский футболист, тренер. Выступал на позициях левого полузащитника или левого защитника. За свою карьеру футболиста играл за такие клубы, как шотландские «Селтик» и «Гамильтон Академикал». В первом коллективе был капитаном команды. Также с 1926 по 1931 год Джимми сыграл три матча за сборную  Шотландской футбольной лиги.
По окончании карьеры футболиста Макстей стал тренером. Руководил шотландскими командами «Аллоа Атлетик», «Селтик» и «Гамильтон Академикал».
Умер Джимми 31 декабря 1973 года в городе Порт-Глазго.

## Карьера футболиста

### Клубная карьера
Джимми родился 12 сентября 1893 года в шотландском городе Ардроссан округа Норт-Эршир.
В ноябре 1920 года Макстей, в то время выступавший за команду «Ройал Скотс Фусилерс», официально перебрался в глазговский «Селтик». Ещё до этого состоялся дебют Джимми в первом составе «кельтов» — 2 сентября того же года полузащитник защищал цвета «бело-зелёных» в поединке Кубка Глазго против клуба «Куинз Парк». 4 ноября Макстей впервые вышел в матче национального чемпионата страны — в тот день «Селтик» выиграл у «Клайда» со счётом 1:0. Но ранние выступления Джимми не были удачными — его игру часто критиковали болельщики и руководство клуба за плохое для полузащитника видение поля и бесхитростные пасы партнёрам. Всё кончилось тем, что в феврале 1924 года главный тренер «Селтика» Вилли Мейли переместил Макстея на левый край защитных порядков «кельтов». Данные перемены сказались на игре Джимми лишь положительно — образовав крепкую связку «оборонцев» со своим старшим братом Вилли (который к тому же был капитаном «бело-зелёных»), футболист стал незаменимым игроком для клуба. Из положительных качеств, открытых в партнёре, одноклубники ценили заряженность защитника на борьбу, готовность в любой момент повести за собой команду, отличное чтение возможных действий оппонентов.
В 1929 году Вилли закончил карьеру футболиста, и капитанскую повязку безоговорочно доверили Джимми. В сезоне 1930/31 под предводительством Макстея «Селтик» победил в розыгрыше Кубка страны.
В ноябре того же года, будучи капитаном Сборной  Шотландской футбольной лиги, Джимми привёл «горцев» к знаменитой победе над аналогичной командой из Англии со счётом 4:3. Матч проводился на домашнем стадионе «кельтов», арене «Селтик Парк». Легендарный форвард «Эвертона» Дикси Дин, противостоявший Макстею в этом поединке, восторженно отзывался об игре лидера шотландцев.
В 1934 году Джимми покинул «Селтик», присоединившись к клубу «Гамильтон Академикал», где впоследствии и закончил карьеру футболиста.

#### Клубная статистика
| Клуб                 | Сезон                | Лига | Лига | Кубок | Кубок | Прочие | Прочие | Итого | Итого |
| Клуб                 | Сезон                | Игры | Голы | Игры  | Голы  | Игры   | Голы   | Игры  | Голы  |
| -------------------- | -------------------- | ---- | ---- | ----- | ----- | ------ | ------ | ----- | ----- |
| Селтик               | 1922/23              | 24   | 0    | 6     | 0     | 1      | 0      | 31    | 0     |
| Селтик               | 1923/24              | 36   | 0    | 1     | 0     | 1      | 0      | 38    | 0     |
| Селтик               | 1924/25              | 36   | 2    | 8     | 0     | 2      | 0      | 46    | 2     |
| Селтик               | 1925/26              | 38   | 1    | 6     | 0     | 6      | 0      | 50    | 1     |
| Селтик               | 1926/27              | 26   | 0    | 5     | 0     | —      | —      | 31    | 0     |
| Селтик               | 1927/28              | 38   | 0    | 6     | 0     | 3      | 0      | 47    | 0     |
| Селтик               | 1928/29              | 38   | 0    | 6     | 2     | 3      | 0      | 47    | 2     |
| Селтик               | 1929/30              | 32   | 1    | 3     | 0     | 3      | 0      | 38    | 1     |
| Селтик               | 1930/31              | 37   | 2    | 7     | 0     | 2      | 0      | 46    | 2     |
| Селтик               | 1931/32              | 37   | 0    | 3     | 0     | 1      | 0      | 41    | 0     |
| Селтик               | 1932/33              | 34   | 0    | 8     | 0     | 3      | 0      | 45    | 0     |
| Селтик               | 1933/34              | 33   | 1    | 4     | 0     | 3      | 0      | 40    | 1     |
| Всего за «Селтик»    | Всего за «Селтик»    | 409  | 7    | 63    | 2     | 28     | 0      | 500   | 9     |
| Гамильтон            | 1934/35              | —    | —    | —     | —     | —      | —      | ?     | ?     |
| Всего за «Гамильтон» | Всего за «Гамильтон» | 0    | 0    | 0     | 0     | 0      | 0      | ?     | ?     |
| Всего за карьеру     | Всего за карьеру     | 409  | 7    | 63    | 2     | 28     | 0      | 500   | 9     |

### Сборная Шотландской футбольной лиги
С 1926 по 1931 год Макстей приглашался и играл в составе сборной Шотландской футбольной лиги, которая проводила товарищеские матчи с аналогичной командой из Англии. Всего за клубных «горцев» Джимми провёл три встречи.

### Матчи за сборную Шотландской футбольной лиги
| № | Дата          | Место                            | Оппонент                       | Счёт | Голы Макстея | Соревнование      |
| 1 | 13 марта 1926 | «Селтик Парк», Глазго, Шотландия | Сборная Футбольной лиги Англии | 0:2  | —            | Товарищеский матч |
| 2 | 7 ноября 1928 | «Вилла Парк», Бирмингем, Англия  | Сборная Футбольной лиги Англии | 1:2  | —            | Товарищеский матч |
| 3 | 7 ноября 1931 | «Селтик Парк», Глазго, Шотландия | Сборная Футбольной лиги Англии | 4:3  | —            | Товарищеский матч |

Итого: 3 матча / 0 голов; 1 победа, 0 ничьих, 2 поражения.

### Достижения в качестве футболиста
«Селтик»
- Чемпион Шотландии: 1925/26
- Обладатель Кубка Шотландии (5): 1922/23, 1924/25, 1926/27, 1930/31, 1932/33
- Финалист Кубка Шотландии (2): 1925/26, 1927/28

 «Гамильтон Академикал»
- Финалист Кубка Шотландии: 1934/35

## Тренерская карьера
После окончания карьеры футболиста Макстей стал тренером. В период с 1938 по 1940 год он без особого успеха возглавлял клуб «Аллоа Атлетик».

В феврале 1940 года Макстей стал главным тренером родного «Селтика» после отставки с этого поста легендарного менеджера «кельтов» Вилли Мейли. Прощаясь с Джимми, вице-президент «Аллоа Атлетик» сказал: 
Этот человек — один из тысячи. На посту наставника «шершней» он пользовался нашим безграничным доверием и поддержкой. Руководство никогда не вмешивалось в работу Макстея.
Менеджером «Селтика» Макстей оставался на протяжении всех лет Второй мировой войны. В эти годы проведение всех регулярных турниров в шотландском футболе было приостановлено, соответственно, все матчи, в которых Джимми руководил «бело-зелёными», признаны неофициальными. Тем не менее, на этом посту Макстей смог привести «кельтов» к победе в Кубке Глазго в 1941 году. Джимми был уволен 23 июля 1945 года. Примечательно, что об этом событии Макстей узнал из газет, будучи на отдыхе, а не от, непосредственно, Совета директоров глазговцев.
Последним клубом в тренерской карьере Джимми стал «Гамильтон Академикал», главным тренером которого он был с 1946 по 1951 год.

### Тренерская статистика
| Аллоа Атлетик        | Шотландия | 1938           | 1940         | н/д | н/д | н/д | н/д | н/д   |
| Селтик               | Шотландия | 9 февраля 1940 | 23 июля 1945 | 220 | 111 | 39  | 70  | 50,45 |
| Гамильтон Академикал | Шотландия | 1946           | 1951         | 151 | 54  | 36  | 61  | 35,76 |
| Итого                | Итого     | Итого          | Итого        | 371 | 165 | 75  | 131 | 44,47 |

И — игры, В — выигрыши, Н — ничьи, П — поражения, % побед — процент побед 

## Личная жизнь
Семейство Макстей имеет яркие футбольные традиции. Старший брат Джимми, Вилли, был капитаном шотландского «Селтика», также выступали за глазговский коллектив племянники Макстея — Пол, Вилли и Рэймонд.
Джимми умер 31 декабря 1973 года в больнице «Стоунхаус» (англ. Stonehouse Hospital) города Порт-Глазго. Официально смерть была документирована 3 января следующего года. Похоронен на кладбище города Ларкхолл.